# We Thuggin'
We Thuggin' è un singolo del rapper statunitense Fat Joe, tratto dal suo quarto album in studio Jealous Ones Still Envy (J.O.S.E.).